# Batman: The Enemy Within
Batman: The Enemy Within è un videogioco a episodi sviluppato dalla Telltale Games basato sul supereroe dei fumetti della DC Comics Batman. Si tratta della seconda stagione della serie Batman: The Telltale Series pubblicata nel 2016. Il videogioco è stato pubblicato nel corso del 2017 e del 2018 per le piattaforme PlayStation 4, Xbox One, Microsoft Windows, iOS, e dispositivi Android.

## Trama
Il gioco si ambienta un anno dopo gli eventi della prima stagione. Batman è ora il paladino della giustizia di Gotham City, dopo aver sconfitto il boss mafioso Carmine Falcone e la banda di terroristi noti come i Children of Arkham. Da allora, il Cavaliere Oscuro ha ripulito le strade di Gotham, ed il crimine è ora in costante diminuzione in città, pertanto Batman ha il pieno appoggio sia dell'opinione pubblica che della polizia e soprattutto del nuovo commissario James Gordon, che lo definisce come essenziale per la protezione di Gotham City. Nel frattempo Bruce Wayne, tornato CEO della Wayne Enterprises ha fatto salire le azioni della compagnia a livelli stellari e sta tornando la figura rispettabile che era prima dello scandalo scoppiato un anno prima, che ritraeva suo padre come un criminale corrotto. Ma proprio quando tutto sembrava andare per il meglio, una nuova minaccia si presenta alle porte di Gotham: l'Enigmista, un famigerato criminale, è tornato in città ed è intento a procurare armi per il misterioso gruppo di supercriminali noto come "il Patto" del quale fa parte. Per combattere questa minaccia l'unità governativa nota come "The Agency" ("L'Agenzia") diretta da Amanda Waller si è stanziata a Gotham e vuole collaborare con Batman e il GCPD, per sventare i piani dell'Enigmista e i suoi complici. Come se non bastasse John Doe, il paziente dell'Arkham Asylum già incontrato da Bruce nella serie precedente, è stato rilasciato su buona condotta ma le sue intenzioni sono tutto tranne che chiare, dato che sembra esigere un favore da Bruce, parlando inoltre di un gruppo di suoi amici ai quali vorrebbe presentarlo. Ben presto si scoprirà che anch'egli fa parte del Patto. Ancora una volta starà a Batman e a Bruce Wayne il compito di proteggere Gotham City da questa nuova minaccia.

### Finali
Batman: The Enemy Within presenta molti finali differenti, in base alle scelte intraprese dal giocatore nel corso del gioco, in particolare negli ultimi due episodi.
- Finale Batman per sempre + Joker nemesi: per ottenere questo finale bisogna aver preso il percorso del Joker vigilante e dopo averlo sconfitto nei panni di Batman, dire a Joker che Bruce non lo considera un amico. Compiendo tale scelta Batman dirà a Joker che non è mai stato suo amico e di averlo sempre reputato solo come un criminale e come uno strumento per arrivare ad un fine, ovvero arrestare i vari membri del Patto. Anche non rispondendo alla domanda del Joker, si avrà il medesimo risultato in quanto dal suo silenzio e dalla espressione di Batman, Joker capirà che Bruce lo ha sempre e solo usato non ritenendolo mai un vero amico. Seppur ferito da tale rivelazione, Joker dirà di essere ben felice di diventare il peggior nemico di Batman. Successivamente per avere questo finale si deve scegliere di rinunciare ad Alfred pur di non venire meno al giuramento fatto da Bruce di essere Batman per proteggere Gotham. Alfred lascerà villa Wayne, essendo ormai incapace di reggere la pressione di assistere Bruce nella sua crociata al crimine. Così, seppur rattristato dalla partenza di Alfred, Bruce non verrà meno ai suoi doveri di supereroe e risponderà alla chiamata del Bat Segnale, avendo deciso di rimanere il Cavaliere Oscuro per sempre. La scena finale del gioco ci mostra quindi Joker che, guarito dallo scontro con Batman, è stato riportato nell'Arkham Asylum. Ad un certo punto Joker, ancora ferito dalle parole del Cavaliere Oscuro, guarda fuori dalla finestra della sua cella e nota Batman su una torretta del manicomio che lo sta osservando per assicurarsi che il ritorno di Joker nella struttura fosse avvenuto senza problemi. Batman guarda Joker con uno sguardo minaccioso in segno di avvertimento, ma quest'ultimo sembra ben contento di vedere il suo arcinemico, non avendo alcuna intenzione di rimanere ad Arkham a lungo. Infatti Joker affermerà che niente potrà mai tenere separati due nemici come loro, scoppiando poi in una maniacale risata.
- Finale Batman mai più + Joker nemesi: questo finale si ottiene prendendo le stesse scelte del finale precedente per quel che riguarda il personaggio di John Doe/Joker e non essere suo amico. In seguito però bisogna rinunciare alla crociata contro il crimine intrapresa da Bruce, e quindi a Batman e dar invece retta ai consigli di Alfred che afferma che Bruce ha il potere di fare del bene per la sua città senza dover rischiare la vita ogni notte indossando i panni del Cavaliere Oscuro. Seguendo tale consiglio, Bruce non risponderà alla chiamata del Bat Segnale, che si spegnerà dopo diverso tempo, mentre Alfred deciderà di rimanere con lui e di non lasciare villa Wayne. Bruce si convincerà così di poter vivere una vita normale e fare comunque del bene per Gotham come Bruce Wayne. L'ultima scena ci mostra Joker rinchiuso nella sua cella ad Arkham, come nel finale precedente, ma in questo caso, Joker vedrà solo il Bat Segnale dalla finestra e dopo aver atteso la comparsa di Batman, rimarrà deluso quando non vedrà arrivare il Cavaliere Oscuro, arrabbiandosi e scaraventando a terra la foto che aveva nella sua cella raffigurante Bruce Wayne (o di Batman se nell'episodio 3, il giocatore ha deciso di fargli tenere la foto da lui scattata).
- Finale Joker amico: per ottenere questo finale nel percorso Joker vigilante, bisogna dire a Joker, dopo averlo sconfitto, che lo si è considerato davvero un amico. In tal caso indipendentemente dal fatto che si abbandoni l'identità di Batman o meno alla fine del gioco, la scena finale mostrerà Bruce andare a trovare Joker ad Arkham, rendendo quest'ultimo molto felice della visita e facendoci capire che per John Doe c'è ancora speranza di redenzione, grazie all'amicizia di Bruce Wayne.
- Finale Joker miglior nemico: questo finale si ottiene solo intraprendendo il percorso Joker villain. Dopo aver sconfitto Joker nei panni di Bruce Wayne, quando il pagliaccio ci chiederà se ci siamo mai divertiti davvero con lui prima che diventasse il nostro più acerrimo nemico, se il giocatore risponderà affermativamente o resterà in silenzio, Joker riceverà una risposta positiva alla sua domanda. Al che dopo aver accoltellato Bruce ad un fianco un'ultima volta gli dirà di guardare quella ferita quando vorrà ricordarsi dei bei tempi di quando erano amici. Successivamente entrambi perderanno i sensi. Indipendentemente dal fatto che si rimanga Batman o meno, la scena finale mostra Joker nella sua cella di Arkham con in mano un pupazzo con le fattezze di Bruce Wayne, sul quale disegnerà un sorriso dicendo che loro due continueranno a divertirsi un mondo insieme, prima di scoppiare a ridere.
- Finale Joker peggior nemico: per ottenere questo finale bisogna aver intrapreso il percorso Joker villain, ma dopo aver sconfitto Joker nei panni di Bruce bisogna dirgli che quest'ultimo vorrebbe non averlo mai conosciuto. Al che Joker accoltellerà Bruce ad un fianco, come nel finale precedente, ma in questo caso gli dirà che purtroppo si sono conosciuti e d'ora in poi lui sarà una spina nel fianco per Bruce e continuerà a dargli problemi fino alla fine dei tempi o fino a quando uno dei due non si deciderà ad uccidere l'altro. Dopo che entrambi hanno perso i sensi, indipendentemente dal fatto che si abbandoni la missione di Bruce come Batman o meno, la scena finale mostrerà Joker che nella sua cella di Arkham, avrà in mano un pupazzo con le fattezze di Bruce Wayne al quale darà fuoco con un accendino, dicendo a Bruce, tra sé e se, che non può cambiare il loro passato ma può fare in modo che il loro futuro sia molto "acceso", per poi scoppiare a ridere.

## Modalità di gioco
Il gameplay si presenta pressoché identico a quello della stagione precedente e tipico dei videogiochi della Telltale Games, risultando simile ad un film interattivo con la possibilità di effettuare scelte di dialogo e di prendere decisioni sulle azioni da compiersi, tali scelte vengono poi memorizzate dal gioco la cui trama andrà avanti di conseguenza tenendo presente delle decisioni intraprese. In alcuni scenari, il giocatore prenderà il controllo di Bruce Wayne o di Batman e potrà guidarlo nello svolgere le sue indagini e missioni. In questa stagione, inoltre, la grafica è migliorata considerevolmente risultando più foto realistica, piuttosto che in stile fumettistico come la stagione precedente. È stata aggiunta la possibilità di scegliere quale attacco finale far intraprendere a Batman durante i combattimenti, con ben due opzioni a scelta che in ogni combattimento variano in base alla situazione (come ad esempio effettuare un calcio rotante anziché una presa, o usare i gadget per finire un nemico invece della forza bruta oppure servirsi dell'ambiente circostante per sconfiggere il nemico o improvvisare una mossa veloce e così via). Inoltre in questa stagione sarà possibile accedere dal menu alla Batcaverna in qualunque momento lo si voglia anche al di fuori dei vari episodi della storia per esplorarla nei panni di Bruce Wayne, o leggere i vari aggiornamenti apportati dal Batcomputer ai vari profili dei personaggi incontrati da Bruce e/o da Batman. In questa stagione sarà anche possibile cambiare, in qualunque momento dal menu opzioni, il colore della tecnologia di Batman scelto all'inizio.

## Personaggi
- Bruce Wayne/Batman: L'eroe del gioco. Contrariamente alla prima stagione Batman non viene più visto con diffidenza dall'opinione pubblica e come una minaccia dalla polizia, ma è diventato una figura benevola e importante a Gotham essendosi guadagnato inoltre l'appellativo del miglior Detective del mondo dati tutti i casi da lui risolti nella serie precedente. Se si è scelto nell'ultimo episodio della prima stagione di rimuovere il cappuccio di Batman e rivelare la sua vera identità a Lady Arkham per salvaguardare la salute del suo fido maggiordomo Alfred in questa stagione Bruce presenterà l'orecchio destro visibilmente danneggiato a causa della battaglia con Lady Arkham, alternativamente se si è deciso di attaccare Lady Arkham, Bruce non avrà questo particolare. In questa stagione Batman ha una nuova armatura che è una versione avanzata e migliorata di quella da lui posseduta nella prima serie. Alla fine di questa stagione, il giocatore nei panni di Bruce avrà una scelta finale molto difficoltosa: scegliere se essere Batman per sempre o se dover rinunciare alla sua figura paterna e maggiordomo Alfred, non più disposto a veder Bruce rischiare la vita ogni giorno e sopportare il peso e le preoccupazioni della carriera di eroe e vigilante da lui intrapresa. Decidendo di dare ascolto ad Alfred, Bruce metterà da parte la sua missione come Batman e convincerà Alfred a restare al suo fianco, scegliendo di fare del bene per la città come Bruce Wayne da lì in poi. Alternativamente Bruce dirà che sarà per sempre Batman e di non poter venire meno al suo giuramento e alla responsabilità presa di proteggere Gotham, nemmeno per una persona a lui tanto cara come Alfred, al che quest'ultimo se ne andrà a malincuore ma non sorpreso ben conoscendo Bruce e il suo senso di giustizia. L'armatura di Batman in questo gioco risulta simile a quella della stagione precedente, ma in versione migliorata, infatti oltre ad alcuni dettagli differenti nel design del cappuccio e della tuta, è più rinforzata risultando completamente antiproiettile, ma mantenendo comunque il design leggero della precedente versione della tuta. Inoltre la Batsuit di The Enemy Within è ancora più tecnologica di quella della prima stagione, tanto che se viene perforata, Batman, tramite un comando vocale, può fare in modo che la sua armatura rimargini i danni subiti e mantenga tamponate le eventuali ferite riportate da Bruce Wayne, fermandone momentaneamente il sanguinamento. Anche in questa stagione sarà possibile decidere quale colore adottare per i suoi gadget e la sua tecnologia tra blu, rosso, giallo e viola, e in The Enemy Within sarà inoltre possibile cambiare tale colore in qualunque momento lo si voglia dal menu opzioni. Doppiato da Troy Baker.

- Alfred Pennyworth: Maggiordomo degli Wayne, è un prezioso alleato di Batman e figura paterna per Bruce Wayne, ritorna anche lui in questa stagione. Nella stagione precedente Alfred venne imprigionato da Lady Arkham in un antico tempio situato nei sotterranei del manicomio di Arkham, con lo scopo di far soffrire Bruce Wayne e farlo uscire allo scoperto. Alfred venne in seguito salvato da Batman, ma dopo essere stato rapito e malmenato da Lady Arkham nella prima serie, Alfred sta ora facendo i conti con una sindrome post traumatica dalla quale non si è ancora del tutto ripreso, cosa che verrà resa ancor più grave ed evidente nel caso non si è deciso di far rimuovere il cappuccio a Batman e rivelare la sua identità a Lady Arkham pur di proteggere Alfred nella stagione precedente. Infatti in questo caso Alfred presenterà oltre al trauma psicologico anche una benda all'occhio sinistro, dal quale avrà ormai perso la vista a causa di un violento attacco di Lady Arkham. Alternativamente se Bruce ha sacrificato la sua identità con Lady Arkham per salvare Alfred, quest'ultimo fisicamente non presenterà alcun danno in questa stagione, pur presentando comunque il trauma psicologico. Malgrado ciò Alfred è ora più che mai motivato ad aiutare Bruce nella sua lotta al crimine di Gotham continuando a fornire supporto tecnico a Batman durante le sue missioni. Nel corso degli episodi il trauma da lui subito sembrerà sempre più aggravarsi sino a portarlo a prendere in considerazione una vacanza lontano da Gotham nell'episodio 4. Alla fine del gioco dopo aver visto Bruce attraversare ancora immani problemi e pericoli per salvare la città, Alfred inizierà a pensare che la presenza di Batman a Gotham sia la causa dell'apparizione di nuovi criminali sempre più agguerriti tentando dunque di dissuadere Bruce nel perseverare nella sua crociata contro il crimine. Alfred dirà di aver capito che il motivo dei suoi malesseri erano in realtà le preoccupazioni verso la vita di Bruce che teme possa volgere presto alla fine, rivedendo in lui suo padre. Infatti sebbene Thomas fosse un criminale mentre Bruce un eroe, entrambi i percorsi da loro intrapresi secondo Alfred finiscono nello stesso modo: una morte efferata. Per questo motivo non avendo il coraggio di veder morire anche Bruce, un giorno, a causa del suo mestiere di vigilante, Alfred ha deciso di andarsene permanentemente da villa Wayne a meno che Bruce non rinunci a Batman, per sempre. Doppiato da Enn Reitel.

- James Gordon: Ora commissario di polizia di Gotham, Jim continua a lavorare per il bene della città al fianco di Batman che ormai reputa un amico oltre che un alleato. Tuttavia attualmente Amanda Waller vorrebbe che si facesse da parte per lasciare che la sua Agenzia possa prendere in mano il caso riguardante l'Enigmista al posto del GCPD. Nel secondo episodio si può decidere nei panni di Batman di chiedere aiuto a lui dopo il combattimento di Bane, e Jim arriverà insieme a Renee Montoya a soccorrere il suo amico, rimasto infortunato dopo lo scontro. Nel caso gli si confessi che Amanda Waller conosce la vera identità di Batman, Jim dirà di non volerla sapere e che per lui l'identità di Batman deve rimanere segreta poiché senza il Cavaliere Oscuro la città non sarebbe più al sicuro. Nel terzo episodio Gordon viene messo in una situazione difficile dagli eventi che si stanno verificando in città, Batman non può più fornirgli l'aiuto di un tempo, dovendo lavorare sotto copertura come Bruce Wayne con i supercriminali membri del Patto, per conto dell'Agenzia di Amanda Waller, e nel frattempo Gordon all'oscuro di ciò ritiene che Bruce stesso sia un criminale e tenta di arrestarlo venendo però fermato dalla stessa Waller e definitivamente estromesso dalla sua posizione di commissario. Anche Jim nell'ultimo episodio comincerà a chiedersi se il motivo dell'apparizione di così tanti nuovi criminali così bizzarri e psicotici non sia causata dalla presenza di Batman che per quanto bene faccia alla città fomenta anche l'odio dei suoi nemici. Jim rimarrà comunque convinto che ciò è un costo necessario da pagare per proteggere la città dal crimine nella quale era decaduta prima di lui. Alla fine del gioco dopo aver aiutato Batman e l'Agenzia a fermare i piani di Joker, tuttavia, tornerà ad essere commissario di polizia di Gotham. Doppiato da Murphy Guyer.
- L'Enigmista: Supercriminale famoso a Gotham che scomparve dal mondo del crimine per ragioni sconosciute venendo ritenuto morto dai più, ora è tornato e sembra pronto ad attuare un piano insieme ad un'organizzazione criminale non ancora nota. A quanto pare in passato ha fatto evadere diversi prigionieri di una prigione in Sud America nella quale si era fatto volutamente incarcerare per tale scopo. Sta attualmente minacciando Rumi Mori, un trafficante d'armi per non aver rispettato un accordo con lui. I suoi primi bersagli a Gotham sono Batman e l'Agenzia. Questa versione dell'Enigmista sembra decisamente più sadica, rispetto alla versione classica dei fumetti inoltre dimostra di saper combattere e di conoscere diverse mosse di autodifesa, pur non essendo nemmeno lontanamente ai livelli di Batman che lo umilia durante i loro combattimenti. L'Enigmista è a capo di alcuni criminali di basso rango e sfrutta diverse sadiche trappole per eliminare i suoi bersagli se essi non sono in grado di rispondere correttamente ai suoi indovinelli o di risolvere alla svelta i suoi enigmi. Affida a Batman un congegno con su scritto un indovinello da risolvere, esso si rivelerà essere poi un dispositivo a disco in vinile che in realtà funge da ricetrasmittente per missili. A causa di ciò dopo che Bruce avrà affidato il congegno a Lucius Fox per esaminarlo quest'ultimo finirà per venire ucciso esplodendo con un intero piano della Wayne Tower. Alla fine del primo episodio Batman riesce a sconfiggere l'Enigmista e a liberare gli ostaggi dell'agenzia da lui catturati, ma prima che il Cavaliere Oscuro possa consegnarlo alle autorità un misterioso cecchino avvelena l'Enigmista con un proiettile a siringa sparato a lunga distanza, uccidendolo per metterlo a tacere. Nell'episodio due veniamo a sapere che l'Enigmista era a capo del gruppo di supercriminali noti come "il Patto". Inoltre il Patto ha sottratto il suo cadavere all'Agenzia per scannerizzare i suoi bulbi oculari per avere accesso ad un suo progetto segreto sul suo PC che richiedeva lo scanner della sua retina per essere accessibile. Nell'episodio 4 veniamo a sapere che l'Enigmista era riuscito a sopravvivere e ad adattarsi ad un virus nocivo creato dall'Agenzia chiamato Lotus che porta i sottoposti solitamente alla pazzia, ma al quale l'Enigmista era sopravvissuto beneficiandone e diventando più forte e intelligente ma anche vendicativo nei confronti dell'Agenzia, colpevole di aver svolto esperimenti su cavie umane per creare tale virus.

- Rumi Mori: Trafficante d'armi che fa affari con terroristi e paesi di guerra usando come copertura l'immagine di uomo d'affari e proprietario di Casinò, Bruce Wayne stava indagando su di lui al suo Casinò privato, il Virago tentando di collegarsi al suo cellulare per avere accesso alle sue comunicazioni, ma proprio in quel momento Mori viene aggredito dall'Enigmista e dalla sua squadra per non aver rispettato un accordo con loro. Rischierà anche di venire ucciso da una delle trappole del supercriminale, ma Batman riuscirà a salvare in tempo sia lui che le altre persone presenti al Casinò. Verso la fine del primo episodio si può decidere se andare a parlare con lui come Bruce Wayne per farsi consegnare il dispositivo USB contenente le informazioni e l'indirizzo sul covo dell'Enigmista, in alternativa a Eli Knable il braccio destro del supercriminale. Scegliendo di recarsi da Mori come Bruce, si dovrà decidere se persuadere Mori facendo un accordo con lui ed effettuando una transazione sul suo conto per permettergli di fuggire dal paese (nonostante fosse indagato dall'Agenzia) per farsi consegnare in cambio le informazioni sull'Enigmista, o se prendere la chiavetta con la forza creando più scalpore e facendosi nemico Mori, ma assicurandosi le informazioni sull'Enigmista senza rischiare che Mori possa sfuggire alla legge.
- Eli Knable: Braccio destro dell'Enigmista è un criminale molto rissoso che Batman sconfiggerà facilmente durante il suo primo scontro con l'Enigmista, facendolo arrestare. Successivamente si potrà decidere se andare ad interrogare lui nei panni di Batman contro il volere di Gordon e con l'approvazione di Amanda Waller, al commissariato, per farsi riferire il nome del nascondiglio dell'Enigmista dopo averlo intimorito (in maniera violenta o diplomatica in base alla scelta del giocatore), in alternativa a Mori.
- Renee Montoya: Il sergente del GCPD ritorna anche in questa stagione. Anche lei come il resto del GCPD, a differenza della prima stagione, vede adesso Batman come un prezioso alleato e non come un ricercato. Compie una breve apparizione all'inizio del primo episodio arrestando Eli Knable dopo che Batman lo aveva messo fuori combattimento. Nel caso si scelga di andare ad interrogare Eli, Renee ricompare al commissariato dove non sarà molto contenta del fatto che Batman abbia deciso di andare ad interrogare Knable senza averlo detto a Gordon e sarà ulteriormente contrariata se il giocatore deciderà di far essere Batman particolarmente violento nei confronti di Eli, in quanto lei sa che Gordon non approverebbe. Nel caso si vada a parlare con Mori nei panni di Bruce, invece, Renee dopo aver arrestato Eli non ricompare nel primo episodio. Nel secondo episodio arriverà assieme a Gordon a soccorrere Batman dopo il suo combattimento con Bane nel caso il giocatore decida di chiedere aiuto a Jim Gordon invece che ad Amanda Waller. Nel terzo episodio sotto le direttive di Gordon e insieme a quest'ultumo tenta di arrestare Bruce Wayne per complicità con i membri del Patto criminale, ignara del fatto che egli stesse lavorando sotto copertura contro di loro insieme all'Agenzia, ma viene fermata da Amanda Waller. Compare anche nell'ultimo episodio assistendo Batman in alcune delle sue indagini sulle scene del crimine.
- Amanda Waller: Donna dal carattere forte e deciso, lei è a capo dell'Agenzia, che sta indagando sull'Enigmista e sul gruppo di super criminali di cui lui pare facesse parte. Ammira molto Batman e il suo operato e vorrebbe che lui collaborasse con lei in questo caso piuttosto che con Jim Gordon. Si potrà decidere nel gioco quanto fidarsi di lei e come trattare con la sua Agenzia nei panni di Batman. Lei non è contraria alla violenza per intimidire i criminali a differenza di Gordon perciò vorrebbe che Batman collaborasse con lei per sfruttare le sue abilità contro i criminali sui quali sta indagando l'Agenzia, in quanto Gordon invece preferisce che Batman si trattenga maggiormente laddove possibile con i suoi nemici. Ciò porta la Waller a pensare che il commissario di polizia di Gotham debba lasciare il caso e la collaborazione di Batman a lei per trattare con questo nuovo tipo di criminali. Alla fine del primo episodio riesce nel suo intento facendo rimuovere Gordon dal caso, intimando a Batman di lavorare per lei rivelandogli di conoscere la sua identità segreta chiamandolo con il suo vero nome, Bruce Wayne. Nel secondo episodio dirà di non essere intenzionata ad esporre la vera identità di Batman ma ad usare entrambe le identità di Bruce Wayne, per poter incastrare i supercriminali complici dell'Enigmista, tra i quali Bane ed Harley Quinn. Collaborando con Amanda Waller, e seguendo i suoi piani ella sarà sempre in buoni rapporti con noi e ben disposta altrimenti spesso ci accuserà di aver scombussolato i suoi piani e sarà scontrosa nei nostri confronti. Nel caso si intraprenda il finale Joker il vigilante Amanda farà di tutto per far arrestare John Doe e recuperare il virus che lui tenta di tenere lontano dall'Agenzia e per fermare lui e Batman organizzerà una squadra di super cattivi molto simile alla Suicide Squad tutti obbligati da un collarino con una bomba impiantata nel collo ad obbedire all'Agenzia, di tale squadra faranno parte Bane, Harley Quinn e Catwoman. Le azioni della Waller finiranno per far perdere il controllo a John Doe rovinando i suoi buoni propositi di essere un vigilante eroico e spalla di Batman sotto il nome di Joker, e facendolo diventare un assassino fuori controllo disposto a tutto per fermare l'Agenzia e i piani della Waller, al che nei panni di Batman bisognerà aiutare quest'ultima e sconfiggere Joker il vigilante. Intraprendendo il finale Joker il cattivo, invece, Amanda e l'Agenzia lavoreranno con Batman per fermare i piani dell'ormai fuori controllo John Doe, divenuto il clown principe del crimine noto come Joker, assieme alla sua fidanzata Harley Quinn e alla sua banda. In entrambi i casi alla fine del gioco Amanda dirà che l'identità segreta di Batman è al sicuro con lei, e le si potranno fare diverse richieste dopo aver fermato Joker, circa gli alleati di Bruce Wayne, tra cui Catwoman, Iman Avesta e Jim Gordon.

- Iman Avesta: Agente di punta dell'Agenzia capitanata da Waller, è nata e cresciuta a Gotham ed è una grande fan di Batman apprezzando come il Cavaliere Oscuro non si tiri mai indietro davanti a niente per proteggere la città e combattere il crimine. Purtroppo non sembra avere la stessa simpatia per Bruce Wayne del quale diffida e sul quale sta indagando, ipotizzando che possa essere un criminale essendo stato molto vicino a diverse persone poi diventate supercriminali famosi a Gotham tra cui Harvey Dent, Vicki Vale e Oswald Cobblepot, divenuti rispettivamente Due Facce, Lady Arkham e il Pinguino. Alla fine del primo episodio viene presa in ostaggio dall'Enigmista insieme al suo partner l'agente Blake e a diversi altri agenti dell'Agenzia. Starà al giocatore nei panni di Batman liberarli dalla crudele trappola dell'Enigmista scegliendo se compromettere la salute di Iman per permettere a tutti di salvarsi o se sacrificare la vita di Blake e/o degli altri agenti pur di assicurarsi che Iman non patisca alcuna sofferenza. Decidendo di sacrificare la salute di Iman pur di riuscire a salvare la vita a tutti gli ostaggi, ella rimarrà assordata e in stato confusionale a causa degli ultrasuoni emessi dalla trappola dell'Enigmista ma alla fine sarà grata a Batman per aver salvato sia lei che i suoi colleghi, alternativamente lei non subirà alcun danno grave ma per permettere ciò Batman dovrà sacrificare la vita di Blake e/o degli altri agenti. In questo caso Iman sarà comunque grata a Batman per averla salvata ma si sentirà in colpa per la morte dei suoi colleghi. Iman ricompare nel secondo episodio nel caso si è sacrificato Blake e/o gli altri agenti per lei altrimenti ricomparirà nel terzo episodio con un apparecchio acustico e sarà anch'ella dalla parte di Bruce Wayne, infatti scopriamo nell'episodio 4 che è stata lei a scoprire l'identità segreta di quest'ultimo e a riferirlo alla sua superiore, Amanda Waller. Tuttavia nel medesimo episodio inizierà a nutrire forti dubbi circa i metodi e le motivazioni della Waller e nei panni di Bruce si ha persino la possibilità di chiederle se è interessata a lavorare con lui. Nell'ultimo episodio continua ad aiutare Batman e alla fine si può chiedere alla Waller di lasciare che Iman venga a lavorare alla Wayne Enterprises per conto di Bruce Wayne.

- Lucius Fox: Già comparso nella stagione precedente dove ha aiutato Bruce ed Alfred a sconfiggere la minaccia dei Children of Arkham, è un dipendente della Wayne Enterprises e un fidato amico ed alleato di Batman. Ha aiutato a costruire gran parte dell'arsenale del Cavaliere Oscuro nonché il Batcomputer e la Batmobile. In questo gioco, Lucius perirà a causa di un dispositivo trappola dell'Enigmista che Bruce Wayne gli aveva dato da studiare non essendo a conoscenza della pericolosità dell'oggetto in quanto il Batcomputer non aveva rilevato esplosivi in esso poiché era una complessa ricetrasmittente che attivava a distanza un missile a sensore. Sua figlia Tiffany, ormai adulta rimane a lavorare per la Wayne Enterprises al posto suo.
- Tiffany Fox: La giovane e intraprendente figlia di Lucius. Appassionata di scienza fin da bambina, Tiffany, dopo essersi laureata con voti eccellenti ha scelto di seguire la strada del padre e di lavorare per la Wayne Enterprises. Sfortunatamente durante il suo primo giorno di lavoro, suo padre rimane ucciso da un attentato dell'Enigmista. Al funerale di Lucius si potrà decidere nei panni di Bruce se dire a Tiffany la verità riguardo alle circostanze in cui è avvenuta la morte del padre o se mentirle. Come il padre ha una mente geniale e molto ingegnosa, durante il suo primo giorno di lavoro ha infatti costruito per Bruce un piccolo drone, che Bruce nominerà Batcam dopo averlo programmato per riuscire a dirottare i missili controllati a distanza dall'Enigmista. Nell'episodio 2 si infiltra nel laboratorio segreto di Bruce e Lucius nella Wayne Enterprises per scoprire su cosa i due stavano lavorando quando suo padre è stato ucciso, e qui Bruce intento a lavorare sotto copertura per l'associazione di supercriminali nota come "The Pact" la incontrerà. In base alle scelte effettuate dal giocatore in entrambi gli episodi, è possibile fare in modo che Tiffany si fidi di Bruce (e anche rivelarle che suo padre lavorava per Batman), oppure farla uscire allo scoperto mettendo a repentaglio la sua vita venendo minacciata da Harley Quinn, e inimicandosi Tiffany. Nel terzo episodio Tiffany insicura circa le intenzioni di Bruce che negli ultimi tempi lavorava sotto copertura contro i membri del Patto criminale, credendolo loro alleato, deciderà di testimoniare contro di lui con il GCPD e il commissario Gordon facendolo quasi arrestare se non fosse per l'intervento di Amanda Waller. Successivamente il giocatore ha la possibilità di far rivelare a Bruce di essere Batman a Tiffany e anche di prenderla a lavorare per lui come suo padre prima di lei. Nell'episodio 4 se le si è rivelato l'identità segreta di Bruce, Tiffany gli mostrerà con grande entusiasmo dei progetti di una tuta che ha studiato per lei nel caso debba aiutarlo sul campo e una mitragliatrice che ha ideato per Batman. Al che il giocatore, nei panni di Bruce avrà la possibilità di dirle che lui non usa armi da fuoco poiché Batman ha un codice e non uccide il che farà rimanere la ragazza molto colpita dal codice di Batman. Nell'ultimo episodio Tiffany aiuterà Batman nei panni di nostra alleata o come membro dell'Agenzia in base a come abbiamo scelto di relazionarci con lei e se gli si è rivelato o meno l'identità segreta di Bruce, ma alla fine si scoprirà che è stata lei ad uccidere l'Enigmista per vendicare la morte di suo padre Lucius. Al giocatore starà dunque la scelta se perdonare Tiffany e considerare la sua azione un momento di disperazione e se prenderla dunque come propria allieva nei panni di Batman o di lasciarle il suo lavoro nell'agenzia, o se dire che malgrado il legame affettivo tra Bruce e la famiglia Fox, Batman non può ignorare il suo codice e lasciare un omicidio impunito anche nel caso sia stato una persona a cui lui tiene a compierlo, e quindi tentare di arrestare Tiffany in modo che lei possa essere giudicata dalla giustizia come chiunque altro. Scegliendo la prima opzione Tiffany sorpresa e commossa, ringrazierà Batman e lo abbraccerà nella seconda opzione invece, Tiffany che si era aspettata una tale reazione dato il codice di Batman, si darà alla fuga riuscendo a far perdere le sue tracce a Batman.

- John Doe: Il misterioso e inquietante paziente dell'Arkham Asylum somigliante ad un pagliaccio per la pelle pallida, i capelli verdi e il suo ampio sorriso, era già comparso nella prima stagione e ricompare anche nella seconda. Le sue intenzioni non sono molto chiare dato che si presenta al funerale di Lucius Fox proponendo a Bruce di conoscere i suoi "amici" e pretendendo un favore. Malgrado abbia ancora evidenti problemi di paranoia e scatti d'ira o ilarità immotivati, si dice cambiato, giurando di essere uscito dal manicomio con un permesso per buona condotta. John sembra avercela a morte con l'Enigmista per qualche ragione e aiuterà Bruce e quindi Batman a rintracciarlo rivelandogli che Mori possiede informazioni su di lui. Il giocatore nei panni di Bruce Wayne potrà decidere se fidarsi di John e accettare la sua amicizia o ingannarlo assecondandolo solo per farsi rivelare alcuni dettagli riguardo all'Enigmista, per poi mettere addosso a John una microspia GPS, in modo da tenerlo sempre sotto controllo. Nell'episodio due scopriamo che egli fa parte del gruppo di supercriminali noti come "il Patto". Egli si dice molto innamorato della Leader di tale gruppo Harley Quinn, e considera Bruce un caro amico, volendo farlo entrare a far parte della loro combriccola. Bruce accetterà in modo da poter fare da infilitrato ed usare John per conquistarsi la fiducia degli altri supercriminali e potere intanto sgominare la loro associazione criminale dall'interno, aiutando l'Agenzia di Amanda Waller ad arrestarli. John è un grande fan sia di Bruce che di Batman, e nei panni di quest'ultimo si potrà decidere se essere amichevoli con lui o meno e se comportarsi differentemente con lui in un'identità rispetto all'altra. Ad ogni modo nel terzo episodio l'idolatria provata per Batman, permetterà a quest'ultimo di convincere John a rubare il computer dell'Enigmista agli altri membri del Patto. Da tale computer si scopriranno varie informazioni riguardo al progetto segreto dell'Agenzia, denominato LOTUS, che consisteva nel testare farmaci ed armi biologiche su cavie umane, sebbene Amanda Waller affermi che ciò accadeva quando l'Agenzia non era ancora sotto il suo comando. Nel terzo episodio la copertura di Bruce con i membri del Patto criminale rischierà di saltare e John sarà incaricato di interrogarlo, ma quest'ultimo anteporrà la sua amicizia con Bruce al Patto criminale e al suo amore per Harley, offrendo al protagonista la possibilità di salvarsi mentendo agli altri assieme a lui e facendo ricadere la colpa del tradimento ai danni del gruppo su Catwoman. Il giocatore dovrà quindi scegliere se seguire il piano di John o meno. Scegliendo invece di rivelare ad Harley Quinn e agli altri di essere il traditore per salvare la vita a Catwoman, John sarà costretto a malincuore a consegnare il suo amico ed idolo agli altri membri del Patto che lo metteranno in una cella criogenica creata da Mr. Freeze (uguale a quella nella quale quest'ultimo conserva il corpo ancora vivo di sua moglie), e malgrado John tenti fino all'ultimo di dissuadere Harley ad uccidere Bruce chiedendole perlomeno di lasciarlo vivere come loro prigioniero, ella gli negherà tale favore e rinchiuderà Bruce nel dispositivo criogenico sotto gli occhi atterriti di John e Catwoman. Nell'episodio 4 si avrà la possibilità di mantenere John nostro amico o di farlo diventare completamente il Joker. Infatti John dirà a Bruce di aver capito di come Harley Quinn debba essere fermata e di aver capito che Bruce Wayne è Batman e di volerlo aiutare. Avendolo trovato mentre ha compiuto un massacro tra gli agenti dell'agenzia di Amanda Waller, tuttavia, il giocatore potrà decidere se fidarsi di lui o meno. Fidandosi John Doe e Bruce Wayne fermeranno Harley Quinn insieme. La donna era intenta a far esplodere diverse cariche di C-4 pur di avere il sangue dell'Enigmista immune al virus Lotus con cui Harley si voleva infettare per sopravvivere ad una rara malattia mentale congenita che aveva in precedenza colpito suo padre. John riuscirà a rubare ad Harley sia il telecomando dell'esplosivo, sia il virus, ma successivamente Amanda Waller tenterà di eliminarlo per impossessarsene. Al che John Doe furioso verso gli agenti dell'agenzia dirà a Bruce che insieme dovranno sgominare la Waller essendo quest'ultima disposta a tutto per ottenere i suoi obbiettivi e farà esplodere le cariche sul ponte uccidendo diversi agenti e civili per poi fuggire gettandosi in mare. In questo caso John diventa una sorta di antieroe. Alternativamente se non ci si è fidati di John, quest'ultimo sarà furioso e fuggirà da solo per raggiungere Harley. Bruce lo precederà tuttavia e assunta la personalità di Batman riuscirà a mettere alle strette Harley Quinn che però alla fine verrà raggiunta da John Doe che la aiuterà a fuggire ed insieme i due faranno esplodere le cariche di C-4 presenti sul ponte uccidendo molti agenti e civili anche se come Batman si ha la possibilità di salvare alcune di queste persone. Nel frattempo però John ed Harley riusciranno a fuggire non prima che John abbia dato un appassionato bacio ad Harley sporcandosi la bocca con il rossetto della sua amata e proclamandosi il peggior criminale della storia e dicendo di esserlo diventato a causa di Batman, e del tradimento di Bruce nei suoi confronti. In questo finale John diventa così a tutti gli effetti il clown principe del crimine. Si può ottenere anche un terzo finale se ci si è fidati di John all'inizio ma poi lo si è tradito quando egli ha provato a convincere Harley a farsi consegnare il virus e il telecomando degli esplosivi, in quest'ultimo caso John diverrà lo stesso il Joker e quindi avversario di Bruce/Batman.

- Joker il cattivo: Avendo scelto di non fidarci di John, quest'ultimo diverrà il clown principe del crimine a tutti gli effetti sotto il nome di Joker e guidando una banda di criminali con maschere da clown assieme alla sua fidanzata Harley Quinn. Tuttavia mentre la sua ragazza vuole dall'agenzia un siero per curarsi dalla malattia mentale degenerativa congenita per la quale morì suo padre, ed inoltre la morte di Batman, Joker invece è intenzionato a divertirsi a far soffrire Bruce Wayne per vendicarsi di come quest'ultimo lo abbia usato e non si sia fidato di lui. Joker infatti non ha alcun interesse a rivelare l'identità segreta di Bruce, ma vuole diventare il miglior nemico di Batman cercando di fargli capire di come sia contraddittoria la giustizia nella quale lui crede fermamente. Joker e la sua banda minacceranno l'intera città con bombe a gas con il virus sottratto all'Agenzia, ma mentre Harley se ne vuole servire per i suoi scopi, Joker è interessato solo a far cadere Batman nella sua trappola e poterlo affrontare quando è più vulnerabile, come Bruce Wayne, e riuscirà a farlo dopo aver ricattato Jim Gordon e avergli consegnato una mappa di Gotham con la posizione delle varie bombe nascoste a Gotham in cambio della sua complicità nell'attirare Batman alla Ace Chemicals. Dopo aver privato Bruce della sua tuta per non rivelare ad altri la sua identità, Joker prenderà in ostaggio tutte le persone a lui più care tra le quali Alfred, Selina e Tiffany, e con loro organizzerà diversi sadici "giochi" assieme ad Harley Quinn. A differenza di quest'ultima tuttavia sarà restio ad uccidere Bruce in quanto si divertirà troppo a vederlo soffrire ciò porterà i due clown in disaccordo e darà modo a Bruce e Selina di liberarsi e fermare i loro piani, sconfiggendoli. Durante il confronto finale tra Joker e Batman, nei panni di Bruce, quest'ultimo picchierà così forte il suo rivale, incitato dallo stesso Joker, da credere di averlo ucciso, salvo il riuscire a rianimarlo con un elettroshock. Alla fine Joker chiederà a Bruce se si è mai divertito davvero assieme a lui come amico prima che diventasse Joker, e il giocatore può scegliere se dirgli di sì o se far affermare a Bruce che vorrebbe che non si fossero mai incontrati. Entrambe le opzioni porteranno Joker ad accoltellare Bruce, ma nella prima opzione il clown gli dirà di guardare quella ferita per ricordarsi di quanto si sono divertiti insieme, alternativamente Joker accoltellerà Bruce comunque e gli dirà che lui sarà così per sempre per Batman: una spina nel fianco fino alla fine dei tempi fino a quando non sarà sfinito di affrontarlo. I due perderanno i sensi insieme dopodiché, sconfitto, Joker verrà riportato nel manicomio di Arkham come lo avevamo conosciuto nella prima stagione.

- Joker il vigilante: Personaggio alquanto inedito, in questa versione se il giocatore ha deciso di fidarsi di John Doe quest'ultimo diverrà un accanito fan e sostenitore di Batman/Bruce Wayne tentando di emularlo in tutti i modi e creandosi il personaggio di Joker, un vigilante vestito da clown inquietante per combattere assieme a Batman i criminali. I due dovranno vedersela con l'Agenzia di Amanda Waller e la sua squadra di criminali costretti ad eseguire i suoi ordini tramite dei dispositivi bombe sui loro colli. Joker tenterà inoltre in tutti i modi di tenere lontana la Waller dal virus da lui recuperato sul ponte dopo aver tradito e fatto incarcerare Harley Quinn. Joker si creerà anche diversi gadget simili a quelli di Batman tra cui boomerang metallici a forma di sorriso, simili ai Batarang e una cintura multiuso simile a quella del Cavaliere Oscuro, nonché anche una pistola rampino con all'estremità una dentiera di metallo. Tuttavia i buoni propositi di Joker nel combattere il crimine a Gotham non dureranno molto a causa della sua inclinazione alla violenza. Joker diverrà un anarchico disposto a tutto pur di liberare la città dalla corruzione, arrivando a spargere il caos in città con omicidi e violenza. Egli infatti farà esplodere il GCPD uccidendo e ferendo gravemente molte persone (tra le quali Batman stesso) pur di poter fuggire dalla Suicide Squad di Amanda Waller e rapire quest'ultima, ed assieme ad alcuni suoi seguaci ucciderà molto violentemente diversi membri dell'Agenzia. Dovrà pertanto essere fermato da Batman in un epico scontro nel quale i due useranno le stesse armi per attaccarsi. Alla fine entrambi ridotti allo stremo, dopo che Batman riuscirà a prevalere e a sconfiggere il nemico, Joker gli chiederà se lo ha mai considerato un amico o meno.

- Harley Quinn: L'eccentrica e psicopatica fidanzata di John Doe, verrà mostrata in un file da Amanda Waller a Batman. Amanda Waller affermerà che era un'ex psichiatra che lavorava nell'Arkham Asylum e che aveva avuto in cura proprio Doe quando era ancora nota come la dottoressa Harleen Quinzel. Adesso invece è un'astuta criminale che tiene un basso profilo e che capeggia un vasto gruppo di pericolosi ricercati. Brandisce un pesante martello da fabbro per abbattere e minacciare i suoi nemici e possiede inoltre notevoli doti atletiche. Compare nel secondo episodio dove John Doe la presenterà a Bruce Wayne (che nel frattempo sta lavorando sottocopertura fingendosi interessato a collaborare con la loro setta criminale per distruggerla dall'interno, in realtà). Harley usa John per i suoi scopi, e vuole fare la stessa cosa con Bruce. Ella infatti farà rubare a quest'ultimo dalla Wayne Enterprises un dispositivo disturbatore EMP e la cosiddetta "Phalanx Key", un congegno in grado di sbloccare elettronicamente tutte le serrature dei dispositivi di sicurezza prodotti dalla Wayne Tech. Harley sembra essere la leader della setta di criminali nota come "The Pact" ovvero "Il Patto", a pari merito con Bane. Malgrado le apparenze, lei è una criminale molto violenta ed anche astuta nel progettare i suoi piani. Suo padre morì suicida a causa di una malattia mentale ereditaria. Harley che era la sua psichiatra, era conscia di ciò e proprio il timore di essere colpita anche lei dalla stessa malattia del padre la portò a sviluppare una vera e propria ossessione nel cercare una cura, tanto da unirsi al Patto criminale guidato dall'Enigmista pur di riuscire nello scopo. Harley sfruttò anche la simpatia che John Doe aveva sviluppato per lei quando lo aveva in cura ad Arkham, per iniziare anche lui al Patto e manovrarlo per i suoi scopi. Nel gioco si può decidere se mantenere un atteggiamento guardingo con lei o avere un atteggiamento più sciolto ed arrivare anche a flirtare con lei facendo però ingelosire John. Alla fine del secondo episodio nei panni di Bruce, sotto copertura, si dovrà decidere se seguire lei durante il colpo effettuato da Harley e dai suoi complici, in modo da impedire che lei mieta delle vittime tra gli agenti di Waller, o se seguire invece Bane. Seguendo Harley, Bruce riuscirà a prevenire l'uccisione di molti di alcuni degli agenti dell'Agenzia senza farle sospettare niente, ed anzi ottenendo da lei i complimenti per il suo spirito di iniziativa, dopo aver finto di darle una mano nel metterli tutti KO in breve tempo. Nel frattempo però Bane rimarrà indietro e verrà lasciato da solo da Harley, John, Bruce e dagli altri membri del Patto a fronteggiare l'Agenzia. Alternativamente, se si è scelto di seguire invece Bane, Harley verrà ferita ad una spalla da uno sparo e verrà accerchiata da diversi agenti di Amanda Waller venendo lasciata indietro dagli altri membri del Patto. Successivamente diverrà lei la nuova Leader del Patto criminale ed incaricherà Bruce, John e Catwoman di trovare informazioni sul progetto segreto dell'Enigmista e di portargliele. Alla fine del terzo episodio conscia che nel loro gruppo era presente una talpa sarà abbastanza intelligente da restringere i possibili indiziati a due, Bruce e Catwoman, al che bisognerà decidere se consegnarsi per salvare la vita a quest'ultima o rischiare la vita di Selina pur di non far saltare la nostra copertura nel Patto criminale. Alla fine dell'episodio 4 scopriamo che ella era interessata al virus Lotus per guarire dalla malattia congenita che aveva colpito suo padre e che l'avrebbe presto portata alla pazzia. Per ottenere la cura per la sua malattia le serviva il sangue dell'Enigmista, che era stato infettato dal virus Lotus, ma ne era diventato immune riuscendo a beneficiare solo delle proprietà positive dell'agente virale, tra cui un'abilità rigenerativa e caratteristiche fisiche superiori. Per diventare come l'Enigmista, Harley mette in atto un attentato terroristico sul ponte di Gotham minacciando di far detonare delle cariche esplosive nel caso l'Agenzia non le avesse dato il sangue dell'Enigmista. In base a come il giocatore decide di agire (nei panni di Bruce o Batman) e al rapporto che si ha con John Doe, quest'ultimo potrebbe tradire Harley e farla arrestare, oppure potrebbe aiutarla nel suo intento e scappare con lei. In quest'ultimo caso Harley, meravigliata dalla mente criminale di John, inizierà ad essere per la prima volta seriamente attratta da lui, che diverrà definitivamente il Joker. Alternativamente, Harley verrà presa in custodia dall'Agenzia e nell'ultimo episodio farà parte della Suicide Squad di Amanda Waller, nel finale Joker vigilante, per affrontare Joker stesso e Batman. In questi caso sarà costretta ad obbedire all'Agenzia con un collare esplosivo con controllo remoto, in grado anche di infliggerle dolorose scariche elettriche in caso disobbedisca agli ordini. Cercherà di intralciare le indagini svolte da Batman e da Gordon per arrestare Joker, che aveva rapito la Waller bombardando il GCPD. Tuttavia Harley verrà sconfitta dal Cavaliere Oscuro e arrestata dalla polizia, venendo poi riconsegnata all'Agenzia. Alternativamente nel finale Joker cattivo, Harley aiuterà Joker ad assediare la città con delle bombe che rilasciano un virus letale, tentando di uccidere anche Bruce Wayne e i suoi cari, ma venendo sconfitta dal lavoro di squadra di Bruce e Selina, dopo essere stata tradita da Joker.

- Bane: Un uomo estremamente forte e muscoloso e che indossa una maschera da wrestler. Bane è evaso dalla prigione di Santa Prisca, grazie all'Enigmista che vi si fece arrestare volontariamente per poter aiutare Bane ed altri criminali ad evadere. Per questo Bane, ha molta stima per l'Enigmista. Fa la sua comparsa all'inizio dell'episodio due. Insieme ad un gruppo di criminali egli stava rubando delle armi da alcuni depositi del GCPD, quando viene raggiunto da Batman. I due iniziano a combattere e Bane si rivelerà un avversario molto forte e resistente, ma Batman riuscirà comunque a metterlo in difficoltà, al che Bane si inietterà una siringa di un siero noto come Venom, che lo potenzierà ulteriormente tanto da renderlo capace di trainare a sé un intero furgone blindato della polizia. A quel punto Bane riuscirà ad avere la meglio su Batman che malgrado una strenue resistenza verrà scagliato da Bane contro una parete del magazzino, con una tale violenza da demolirla infortunando l'uomo pipistrello alla schiena. A quel punto il Cavaliere Oscuro rimarrà intrappolato sotto delle macerie e Bane riuscirà a scappare con i suoi uomini con le armi rubate al GCPD. Successivamente il giocatore potrà decidere se chiamare Jim Gordon o Amanda Waller per essere aiutato. A causa dell'infortunio, subito contro Bane, Bruce non potrà più combattere al massimo della forma, e quindi dovrà per un po' accantonare la sua identità segreta di Batman. Deciso comunque a far arrestare Bane e i suoi complici, Bruce Wayne deciderà di infiltrarsi nella loro organizzazione criminale nota come "il Patto" sottocopertura, nei panni di Bruce Wayne fingendo di voler allargare i suoi possedimenti usando il crimine proprio come fece suo padre Thomas Wayne ai suoi tempi, per poter invece far arrestare Bane e tutti gli altri membri del Patto sabotando dall'interno la loro organizzazione. Bane sarà tuttavia sempre diffidente nei confronti di Bruce e minaccerà più volte anche di ucciderlo. Il siero noto come Venom oltre a renderlo più forte, sembra anche rendere Bane nettamente più resistente, immune al dolore fisico ed in grado di rigenerarsi dai danni subiti in precedenza. A causa della somministrazione continua di Venom, Bane sembra aver assorbito parte dei poteri del siero e quindi anche senza somministrarselo possiede già di suo una forza e una resistenza superiori ai normali limiti umani. Alla fine dell'episodio due si può decidere se seguire Bane, nei panni di Bruce per evitare che il gigante crei troppo spargimento di sangue tra i membri dell'Agenzia. Facendo ciò Bruce tenterà di mettere fuori combattimento in maniera non letale quanti più membri dell'Agenzia prima di Bane per evitare che quest'ultimo li massacri di botte come è solito fare con le sue vittime. In questo modo si otterrà il rispetto di Bane che crederà che Bruce è un valido alleato, mentre Harley Quinn finirà col rimanere indietro venendo ferita ad una spalla dagli agenti di Amanda Waller, ed accerchiata. Tornati alla base del Patto (nascosta sotto una vecchia ferrovia), John Doe sarà furioso poiché Bruce, Bane e gli altri hanno lasciato indietro Harley, e deciderà di andarsene per liberarla da solo. Altrimenti seguendo Harley, Bane sarà colpito da diversi spari degli agenti dell'Agenzia, ai quali tuttavia si dimostrerà invulnerabile e dopo essere stato lasciato indietro dagli altri membri del Patto, furioso deciderà di somministrarsi il Venom per fronteggiare da solo l'Agenzia. Nell'episodio tre Bane troverà Bruce Wayne ad indagare da solo sul Blacksite dove risiedeva il progetto Lotus dell'Agenzia su cui l'Enigmista aveva dei file nel suo PC. Al che si insospettirà considerevolmente e deciderà di mettere KO Bruce e di portarlo da Harley Quinn per essere interrogato. Nell'episodio 4 nel caso Bruce ha tradito la sua copertura per proteggere Catwoman, si dovrà recare come Batman al sito del virus Lotus a fermare i piani del Patto. Qui affronterà tutti i membri del Patto in contemporanea venendo però aiutato da Catwoman che terrà occupata Harley Quinn, mentre Batman se la vedrà da solo contro Bane e Freeze insieme. Tra i tre scoppierà un combattimento mozzafiato e senza esclusione di colpi con Batman che tuttavia manterrà quasi sempre un discreto vantaggio sugli avversari (sebbene verrà aiutato da John Doe ad un certo punto), e alla fine Batman dopo aver proibito a Bane di iniettarsi una dose completa di Venom riuscirà a sfruttare il guantone di Freeze per gelare un avambraccio di Bane e poi sconfiggere entrambi mettendo KO Freeze e scagliando Bane contro la struttura Lotus mettendolo fuori combattimento. In seguito i due verranno entrambi arrestati dall'Agenzia, mentre Harley Quinn riuscirà a scappare con alcuni campioni del virus. Anche John Doe riuscirà a fuggire. Alternativamente se si è traditi Catwoman, sarà invece Bruce da solo a vedersela con i membri del Patto criminale usando la persona di Bruce e la sua astuzia per tentare di distruggere il virus prima che i membri del Patto possano raggiungerlo, dopo averli lasciati bloccati in trappola in uno dei percorsi di sicurezza del laboratori. Tuttavia dopo essersi iniettato il Venom, Bane riuscirà ad aprire il passaggio al gruppo e a raggiungere Bruce. Bane tenterà di ucciderlo e riuscirà a metterlo in difficoltà, ma grazie a John Doe che distrarrà Bane, Bruce riuscirà a liberarsi e a sfuggire a Bane abbastanza a lungo da permettere l'intervento dei membri dell'agenzia, dai quali Bane verrà messo fuori combattimento dopo numerose cariche a concussione sparate dalle loro speciali pistole ed arrestato. Ciò permetterà comunque la fuga di Harley che dopo aver tradito il resto del gruppo si dileguerà colpendo inoltre violentemente Freeze per rubargli alcuni campioni del virus che era riuscito a salvare e lasciandolo a venire arrestato insieme a Bane. Nell'ultimo episodio nel finale Joker vigilante Bane sarà il combattente di punta della Suicide Squad di Amanda Waller volta a fermare il Joker e Batman e recuperare il virus. In questo caso Bane sarà come tutti gli altri membri della Suicide Squad costretto ad obbedire all'agenzia con un collare esplosivo ma allo stesso tempo potenziato da un macchinario dell'Agenzia che gli inietta dosi costanti di Venom donandogli una forza ancora maggiore di prima rendendolo pericolosissimo e con una forza spaventosa. Malgrado ciò verrà sconfitto dal gioco di squadra di Batman e Joker dopo un intenso combattimento. Le possibilità per batterlo sono lasciare che Joker lo investa con una macchina o fargli crollare addosso un'intera torretta di una zona industriale. Nonostante ciò Bane sopravviverà grazie al Venom, e Joker cercherà di ucciderlo, dopo che Bane lo avrà ingiustamente accusato di aver mentito a Batman essendo colui che ha ucciso l'Enigmista. Batman tuttavia impedirà a Joker di continuare ad infierire su Bane. Alternativamente nel finale Joker cattivo, Bane dopo essere stato sconfitto da Batman e incarcerato dall'Agenzia nell'episodio 4, non comparirà più nel gioco.

- Victor Fries/Mister Freeze: Victor Fries era un biologo molecolare specializzato in criogenia. Lavorava alle industrie Gothcorp e sperava di utilizzare le sue scoperte di congelamento di tessuti organici nel campo della medicina. La sua speranza viene disillusa quando scopre che la sua ricerca interessa l'esercito e i suoi studi potranno essere finanziati solo se ne dimostrerà le potenzialità come arma tattica. Nel frattempo la moglie Nora si ammala di una malattia degenerativa del Sistema Nervoso Centrale. Per bloccare la degenerazione dei tessuti cerebrali Victor porta di nascosto la moglie nei laboratori della Gothcorp e prova a sottoporla ad un trattamento che la porti ad uno stato di animazione sospesa. Si accorge tardi che il software di controllo è stato modificato nei parametri di funzionamento affinché la sua invenzione diventi un'arma. La moglie viene avvolta in una bara di ghiaccio e non ha più segnali vitali. Lo scienziato cerca di uccidersi facendo scoppiare il laboratorio. Invece di morire è travolto da numerose sostanze chimiche che ne abbassano la temperatura corporea ma non lo uccidono. Fu così che si trasformò nel supercriminale noto come Mister Freeze. Freeze fa parte del Patto solo per avere i soldi e le tecnologie necessarie a continuare a lavorare ad un modo per aiutare sua moglie Nora. Egli però non esita anche ad uccidere i suoi nemici in maniera piuttosto cruenta, pur di raggiungere i suoi obbiettivi. Possiede infatti un guantone con una tecnologia in grado di pietrificare in uno spesso strato di ghiaccio qualunque cosa lui tocchi ed una volta pietrificatisi i suoi nemici vengono facilmente fatti letteralmente a pezzi da Fries. Nei panni di Bruce si può decidere se farselo amico o meno promettendogli l'aiuto in denaro e in tecnologie della Wayne Enterprises per sua moglie in cambio di un favore. Tuttavia nel caso si scelga di seguire Harley Quinn nell'episodio 2, a causa del fatto che Bane, suo amico, sarà rimasto indietro, Freeze sembrerà avere del rancore verso Bruce. Nell'episodio 4 scopriamo che ogni membro del Patto aveva un motivo per volere il virus noto come Lotus, Harley voleva prevenire una malattia mentale ereditaria della quale suo padre era morto. Bane voleva perfezionare i poteri da lui assunti col Venom e diventare imbattibile. Mentre Freeze ne aveva bisogno per tentare di salvare sua moglie Nora dalla sua malattia. Freeze viene sconfitto da Batman assieme a Bane dopo un epico combattimento, oppure viene tradito da Harley in base alle nostre decisioni e in entrambi i casi alla fine per tentare la fuga verrà contagiato per errore con dal virus e finirà col venire intrappolato in una camera criogenica dall'Agenzia che vorrà condurre su di lui e sul suo particolare corpo degli esperimenti. Nei panni di Batman o Bruce si ha la possibilità di avere pietà di lui e di diminuire la temperatura della camera per far avere sollievo a Freeze dopo che questo ci avrà rivelato i piani di Harley Quinn.

- Selina Kyle/Catwoman: Già comparsa nella prima stagione, ricompare anche in The Enemy Within alla fine del secondo episodio. A quanto pare questa volta la ladra felina è stata assoldata dai membri del "Patto", per rubare qualcosa per loro, oltre che per fornire informazioni. Inoltre nella Batcaverna, Bruce conserva i suoi occhiali protettivi da lui danneggiati durante il loro combattimento nella prima stagione e nel caso ci si è lasciati in buoni rapporti con lei nella stagione precedente, conserverà anche una cartolina raffigurante un gatto nero che Selina aveva mandato a Bruce alla fine della stagione precedente. Se nella stagione precedente Bruce e Selina hanno passato la notte insieme o sono comunque stati sempre in buoni rapporti, in questa stagione, Catwoman dirà di essersi innamorata di Bruce e di voler anche provare ad instaurare una relazione con lui, altrimenti se ci si è lasciati in pessimi rapporti lei sarà piuttosto scostante e negativa nei nostri confronti. In questa stagione Catwoman fa finta di lavorare per i membri del Patto criminale, per vendicare invece la morte dell'Enigmista che era stato un suo precedente datore di lavoro ed anche per aiutare Bruce a sgominare la loro banda dall'interno. All'inizio fornirà al gruppo un dispositivo per memorizzare i bulbi oculari dell'Enigmista per aver accesso al suo laboratorio. Successivamente vi si recherà con Bruce e John Doe, sotto ordine di Harley. Catwoman ruberà la chiavetta USB in grado di criptare il progetto segreto dell'Enigmista e benché nei panni di Bruce si dovrà cercare di fermarla lei riuscirà comunque alla fine a fuggire. Nel corso del terzo episodio, Gordon dirà a Batman di volerla arrestare e nei panni del Cavaliere Oscuro si dovrà decidere se tradire la fiducia del suo amico avvertendo Selina del pericolo o se celarle tale informazione lasciandola da sola ad affrontare il GCPD. Avvertendola, Catwoman eviterà facilmente di farsi sorprendere da Gordon e riuscirà a rubare ad Harley Quinn il computer dell'Enigmista prima di John Doe. Nei panni di Batman si dovrà quindi raggiungere la ladra felina e cercare di farsi consegnare il PC. Dopo un breve combattimento Catwoman si dirà innamorata del Cavaliere Oscuro e si avrà la possibilità di ricambiare i suoi sentimenti con un bacio e persino di invitarla nella Batcaverna per scoprire insieme su cosa stesse lavorando l'Enigmista prima della sua dipartita grazie al decifratore e al suo computer. Alternativamente si può decidere di non fidarsi e di trattarla freddamente, recuperando da lei il PC e di non invitarla nella Batcaverna. Se invece non si è voluti tradire Gordon e il GCPD per favorire i sentimenti di amore e/o amicizia di Bruce verso Selina, sarà John Doe a rubare il computer ad Harley Quinn con l'aiuto di Bruce Wayne, e a consegnarlo successivamente a Batman. Selina si presenterà poi a villa Wayne piuttosto malconcia dopo essere riuscita per un pelo a fuggire all'imboscata tesagli da Gordon e dal GCPD. Alfred avrà medicato le sue ferita, e nei panni di Bruce le si potrà mentire riguardo all'essere a conoscenza dell'imboscata preparatagli da Gordon, o essere onesti e dirle che non si è voluti tradire quest'ultimo. Selina sarà alquanto amareggiata per tale decisione, ma non per molto essendo comunque decisa a collaborare con Bruce contro i membri del Patto criminale oltre ad essere palesemente innamorata di lui. Similmente alla scelta precedente nei panni di Bruce si potrà decidere se ricambiare i suoi sentimenti o se rubarle semplicemente il decifratore, ed in seguito se invitarla nella Batcaverna per indagare insieme sui file racchiusi nel PC dell'Enigmista o meno. Invitandola nella Batcaverna si avrà la possibilità di flirtare e anche di condividere un bacio con lei. Alla fine del terzo episodio i membri del Patto criminale, faranno Selina loro prigioniera interrogando Bruce circa l'identità della talpa nel loro gruppo. Si dovrà quindi decidere se far ricadere la colpa su di lei tradendo la sua fiducia ma mantenendo la nostra copertura nel Patto, o se far prendere a Bruce stesso la colpa salvandole la vita ma sacrificando la nostra copertura e mettendo a rischio l'incolumità di tutti i conoscenti di Bruce Wayne (ed in particolar modo Tiffany, che Harley conosce), e Bruce stesso per proteggere Selina. Tradendo Catwoman, i membri del Patto tenteranno di rinchiuderla in una cella criogenica di Mr. Freeze per eliminarla. Tuttavia ella venderà cara la pelle combattendo contro di loro e distruggendo il macchinario ma venendo comunque alla fine immobilizzata dal dispositivo congelante di Freeze che le gelerà un intero braccio e successivamente Bane la rinchiuderà con la forza in una delle trappole mortali dell'Enigmista sotto gli occhi atterriti di Bruce al quale Bane suggerirà di non intervenire per non fare la stessa fine. Sacrificando invece Bruce stesso, per lei, Catwoman verrà rilasciata e i membri del Patto vorranno quindi giustiziare Bruce al posto suo. Bruce verrà quindi sollevato di peso e scaraventato nella cella criogenica di Mr. Freeze da Bane, mentre Selina tenterà insieme a John Doe di convincere Harley a lasciarlo vivere. Harley tuttavia ignorerà entrambi e l'episodio tre terminerà con Bruce rinchiuso in una cella criogenica che diventa sempre più fredda, mentre Catwoman lo guarda atterrita prima di essere portata via dagli altri membri del Patto. Nel caso abbiamo deciso di sacrificarci per lei nell'episodio 3, Bruce sarà in grado di scappare da solo dalla cella criogenica di Freeze disattivando a distanza con il suo cellulare un dispositivo EMP della Wayne Enterprises rubato dal Patto e che dava corrente al loro rifugio. Successivamente dopo aver assunto l'identità di Batman attaccherà il Patto raggiungendoli nel sito del virus Lotus. Dopo essere arrivati nei laboratori del sito, Catwoman raggiungerà Batman e lo avvertirà dei piani dei membri del Patto per sdebitarsi di come quest'ultimo le ha salvato la vita. Ella lo aiuterà anche nel suo combattimento con il Patto affrontando Harley Quinn mentre Bruce combatteva contro Bane e Freeze. Malgrado ciò Harley riuscirà a fuggire con il virus Lotus e malgrado ella volesse tentare di fermarla, a causa dell'arrivo dell'Agenzia, Batman la ringrazierà ugualmente ma le dirà che ha fatto abbastanza e che è meglio che lei se ne vada prima che arrivino gli agenti. Successivamente Catwoman dirà a Batman che spera di rivederlo presto, prima di dileguarsi. Altrimenti si potrebbe anche dire a Selina che non si ha bisogno del suo aiuto (facendola rimanere male però) e in tal caso Batman affronterà il Patto da solo e metterà KO Harley con un poderoso pugno e per poi affrontare Bane e Freeze ma il restante combattimento sarà lo stesso. Alternativamente se nell'episodio 3 abbiamo tradito Catwoman, ella non comparirà affatto nell'episodio 4 e le sue condizioni rimarranno ignote. Nell'ultimo episodio Catwoman sarà in buoni rapporti con noi o arrabbiata in base alla nostra scelta di salvarla o meno nell'episodio 3 e nel finale Joker vigilante sarà costretta a far parte della Suicide Squad di Amanda Waller costretta da un collare bomba, per fermare Joker e Batman, finendo tuttavia per aiutare quest'ultimo nel caso i due siano in buoni rapporti. Nei panni di Batman si ha anche l'opportunità di fare un patto con Amanda Waller, rilasciare Catwoman in cambio di John Doe, tradendo così Joker e facendoselo nemico in questo caso. Si può inoltre rivelarle l'amore di Bruce per lei se il giocatore lo vuole, ma lei non risponderà essendo sempre sotto il controllo dell'Agenzia. Nel finale Joker cattivo, invece Catwoman sarà molto più presente. Dopo essere stata rapita e presa in ostaggio da Joker si dovrà insieme a lei fuggire da diverse trappole organizzate dal clown principe del crimine in un parco giochi, e in base al rapporto instaurato con lei, Selina ci aiuterà o meno e se si sceglierà di fidarci di lei fino alla fine, lei ci mostrerà la sua gratitudine abbracciandoci e dicendo di voler fare di tutto per aiutarci nonostante anche in questo caso Amanda Waller la tenga prigioniera del collare bomba. Alla fine farà squadra con Bruce Wayne per sconfiggere Joker ed Harley Quinn e terrà occupata quest'ultima per permettere a Bruce di inseguire Joker. Nel caso si ha avuto una relazione sentimentale con Selina in questa o nella stagione precedente, Selina dirà a Bruce di chiamarla per stare con lei qualche volta facendo chiaramente capire di volere stare con lui una volta che tutto si fosse concluso. Alla fine del gioco Bruce può chiedere ad Amanda Waller di liberarla dal controllo dell'Agenzia e quindi dal collare bomba per ripagarla del suo aiuto nell'arrestare Joker ed Harley Quinn, inoltre le si può anche chiedere di ripulire la fedina penale del passato da ladra di Catwoman per permetterle di iniziare una nuova vita, assieme a Bruce. Se invece il giocatore non ha alcun interesse in lei, Bruce può chiedere ad Amanda Waller di tenerla lontana da Gotham dopo averla liberata o di fare di lei ciò che vuole. Doppiata da Laura Bailey.

- Harvey Dent/Due Facce: Ex procuratore distrettuale e sindaco di Gotham City, ed ex amico di Bruce Wayne, è comparso nella prima stagione. Anche per lui, Bruce conserva nella Batcaverna una sua immagine dei tempi della campagna elettorale che lo portò a diventare sindaco di Gotham, poi corrotto dalla sua doppia personalità malvagia acquisita a seguito di un attentato dei Children of Arkham che lo cambiò per sempre. Nel caso si è preferito aiutare Catwoman invece che Dent nella stagione precedente, Bruce conserverà nella Batcaverna anche la protesi facciale che Dent indossava per nascondere il lato del volto tumefatto dopo l'aggressione subita per mano del Pinguino e dei Children of Arkham nella stagione precedente, prima di abbracciare la sua personalità malvagia a tutti gli effetti diventando il supercriminale noto come Due Facce, in alternativa sarà presente al posto della protesi la sua celebre moneta. Dent è stato fatto incarcerare da Batman o da Bruce Wayne in base alle varie scelte effettuate nella stagione precedente dal giocatore, che aveva inoltre la possibilità di convincerlo a costituirsi con le buone nel caso avesse scelto di affrontarlo nei panni di Bruce Wayne, mentre si aveva la scelta di farlo internare nel manicomio di Arkham nel caso lo si è sconfitto nei panni di Batman. Stando alle notizie visibili sul Batcomputer, Dent sta attualmente cercando di ridurre la sua pena (e di farsi dimettere dall'Arkham Asylum, nel caso nella stagione precedente si è scelto di farlo incarcerare lì) volendo rappresentarsi da solo al suo processo, nonostante sia colpevole di gravi capi d'accusa tra cui corruzione, abuso di potere e per svariati omicidi e danni a proprietà private, oltre a possedere gravi problemi psicologici tra i quali duplice personalità, paranoia e schizofrenia.

- Oswald Cobblepot/il Pinguino: Anche lui già comparso nella stagione 1, adesso è nel penitenziario di Blackgate dove sconta un'imputazione che lo vede colpevole di omicidio, frode e di complicità al gruppo terroristico dei Children of Arkham. Fu un amico d'infanzia di Bruce ma finì col diventarne uno dei peggiori nemici da adulto a causa del risentimento da lui provato verso la famiglia Wayne. Prese il posto di Bruce Wayne come CEO della Wayne Enterprises durante il periodo riguardante lo scandalo che ritraeva il padre di Bruce come un criminale corrotto. Nella Batcaverna, Bruce conserva la sua maschera da Pinguino, da lui presa durante il loro primo scontro nella stagione precedente e un guantone meccanico high tech che il Pinguino aveva creato sfruttando le tecnologie della Wayne Enterprises (e che aveva usato durante lo scontro con Batman, solo nel caso si fosse deciso di affrontare lui nei panni del Cavaliere Oscuro in alternativa a Due Facce) durante il breve periodo in cui Cobblepot aveva sottratto la direzione della compagnia a Bruce Wayne. Come per Dent, nella stagione precedente si poteva scegliere se far affrontare il Pinguino e farlo smascherare nei panni di Batman o di Bruce. Stando alle notizie leggibili sul Batcomputer, Oswald si sta comportando da prigioniero modello a Blackgate sperando forse di essere scarcerato su buona condotta. A quanto pare Harley Quinn lavorò da psichiatra anche a Blackgate e qui riuscì a farsi rivelare da Cobblepot come accedere al laboratorio segreto della Wayne Enterprises. Dopo l'episodio finale, controllando il Batcomputer è possibile leggere un altro articolo sul Pinguino, dove viene detto che dato il fatto che Oswald si sta comportando da prigioniero modello, il suo avvocato sta tentando di fargli avere la libertà vigilata dicendo che Oswald fu adescato e manipolato da Lady Arkham per compiere i suoi crimini e che non rappresenta una minaccia per la società. Tale appello è stato però respinto ed Oswald costretto a scontare almeno 20 anni di carcere per i crimini da lui commessi. Tuttavia alla fine viene detto che l'avvocato di Cobblepot è riuscito comunque ad avere un altro appello per far avere ad Oswald la libertà vigilata tra cinque anni.
- Vicki Vale/Lady Arkham: Un tempo creduta una reporter del Gotham Gazette, in realtà usava tale copertura per nascondere la sua vera identità, Victoria Arkham meglio nota come Lady Arkham capo della banda di terroristi dei Children of Arkham che seminava paura e morte in città e che Vicki sfruttava per attuare una sua vendetta personale contro le autorità e le figure di rilievo corrotte di Gotham tra cui Thomas Wayne, che avevano fatto uccidere i suoi genitori e internare ingiustamente molte persone nel manicomio di Arkham. Batman la sconfisse nella stagione precedente e ancora conserva nella Batcaverna la maschera di Lady Arkham e il suo scettro capace di emettere potenti onde a concussione elettromagnetiche. Nella descrizione di Lady Arkham, Bruce afferma che sebbene dopo averla sconfitta abbia visto Vicki venire travolta dalle macerie del tempio sottostante il manicomio dove avevano combattuto, il suo corpo non è stato ritrovato tra le macerie e quindi non è sicuro che ella sia perita in tale incidente.

## Promozione
Il videogioco è stato annunciato ufficialmente il 19 luglio 2017 dalla Telltale Games con il trailer del primo episodio The Enigma pubblicato l'8 agosto dello stesso anno per PlayStation 4, Xbox One e Microsoft Windows. Il trailer mostra il debutto dell'Enigmista come nemico. I restanti quattro episodi sono stati annunciati e pubblicati ad intervalli variabili, da uno a due mesi l'uno dall'altro, nel corso del 2017 e del 2018.
il 1º agosto IGN pubblica i primi 16 minuti di gameplay del primo episodio, mentre il 4 dello stesso mese viene pubblicato il trailer di lancio che conferma anche la presenza di Amanda Waller nella stagione. Il 22 agosto viene diffusa la prima immagine di Harley Quinn e viene annunciato che il secondo episodio, The Pact, sarà disponibile a partire dal 26 settembre. Il 3 settembre viene annunciato che il secondo episodio è stato posticipato al 3 ottobre. Il 22 settembre viene pubblicato una breve clip che mostra l'arrivo di Harley Quinn nella serie, mentre il 26 viene pubblicato il trailer del secondo episodio, The Pact, il quale alla fine svela anche il debutto di Bane. Il 14 novembre viene annunciato che il terzo episodio, Fractured Mask, verrà pubblicato esattamente una settimana dopo, quindi il 21 dello stesso mese. Il 9 gennaio 2018 viene annunciata ufficialmente la pubblicazione del quarto episodio, What Ails You, per il 23 dello stesso mese. L'8 marzo, invece, viene annunciato che l'episodio finale, Same Stitch, uscirà il 27 dello stesso mese. Il 22 marzo vengono pubblicati i trailer dell'episodio per entrambe le scelte prese nei confronti di John Doe nel precedente What Ails You. Inoltre è stato pubblicato un fumetto basato sulla storia del Batman di Telltale e ambientato tra la prima e seconda stagione chiamato Batman Sins of the Father che mostra gli eventi avvenuti immediatamente dopo la prima stagione e funge da prequel ad alcuni dei fatti mostrati in The Enemy Within, inoltre in questo fumetto Batman affronta Deadshot e Black Spider come nemici principali.

## Shadow Edition
Nel 2020 è uscita la Shadow Edition del gioco, ovvero una versione di entrambe le stagioni The Enemy Within e Batman: The Telltale Series che permette al giocatore di giocare con un filtro noir, aggiungendo inoltre alcuni nuovi particolari grafici.